# 阿特纳拉
阿特纳拉（西班牙語：Artenara），是西班牙加那利群岛拉斯帕尔马斯省的一个市镇，位于大加那利岛的西北部。总面积67平方公里，总人口1090人（2018年），人口密度16人/平方公里。